# Устинівський провулок (Київ)
Усти́нівський прову́лок — провулок у Солом'янському районі м. Києва, місцевість Олександрівська слобідка. Пролягає від Народної до Університетської вулиці. 

## Історія
Початковий відрізок виник у 1-й половині XX століття під назвою (2-га) Заводська вулиця, від розташованого поряд цегельного заводу. Сучасна назва — з 1955 року. У кінцевій частині провулок має 2 паралельних відгалуження.